# Gustavo Endres
Gustavo Endres (* Passo Fundo, 1975 - ) es un jugador de voleibol, miembro de la selección de Brasil.

## Biografía
Gustavo Endres nació en Passo Fundo, el 23 de agosto de 1975. Está casado con Raquel Glufke Hoffmann Endres y tiene dos hijos Enzo e Eric. Su hermano Murilo, también juega por el seleccionado nacional de Brasil, y en las Serie Italiana A.
Sus principales características en el equipo son su excelente bloqueo (es considerado por muchos como el mejor bloqueador del mundo), garra, y potente saque.
Empezó jugando voleibol en la calle y en una escuela de la ciudad de Passo Fundo en Rio Grande de Sul, para pasar al Esporte Clube Banespa en 1993. Fue convocado para la selección juvenil en 1994, participando durante dos años.
En 1997 fue convocado para la selección adulta por primera vez. Viajó a Italia en el 2001. Juega 2 año por el Ferrara, en el 2003 se fue para Latina jugando por un año, desde la temporada del 2004 juega por Sisley Treviso (ITA).

## Palmarés

### Como juvenil
- 1994 Campeón Sudamericano
- 1995 Subcampeón en Campeonato Mundial

### Como adulto
- Campeón Sudamericano (1997, 1999, 2001, 2003 y 2005)
- Campeón de la Copa de Campeones (1997 y 2005)
- Campeón da Copa América (1998,1999 y 2001)
- Medalla de bronce en la Liga Mundial de (1999 y 2000)
- Campeón da Liga Mundial (2001,2003,2004,2005,2006 y 2007)
- Campeón del Campeonato Mundial (2002 y 2006)
- Medalla de plata en la Liga Mundial de 2002
- Medalla de oro en Juegos Olímpicos de Atenas 2004
- Medalla de plata en Juegos Olímpicos de Pekín 2008

### En Italia
- Campeón italiano 2005 e 2007 Sisley Treviso.
- Campeón da Copa Italia 2005 y 2007 Sisley Treviso.
- Campeón Europeo 2006 Sisley Treviso.
- Campeón da Supercopa Italiana 2005 y 2007 Sisley Treviso.

## Premios y reconocimientos
- 1998 Mejor Bloqueador del Mundial 1998
- 2001 y 2007 Mejor Bloqueador de la Liga Mundial
- 2008 Mejor Bloqueador de las Juegos Olímpicos de Pekín
- 2002 Mejor saque del Campeonato Italiano
- 2005 y 2008 Mejor Bloqueador del Campeonato Italiano
- 2006 Mejor Central del Campeonato Italiano

- Datos: Q713106